# Ермак (Калачинский район)
Ермак — деревня в Калачинском районе Омской области России. Входит в состав Воскресенского сельского поселения.

## География
Деревня находится в юго-восточной части Омской области, в лесостепной зоне, в пределах Барабинской низменности, на расстоянии примерно 12 километров (по прямой) к северо-северо-западу (NNW) от города Калачинск, административного центра района. Абсолютная высота — 108 метров над уровнем моря.

### Часовой пояс
Деревня Ермак, как и вся Омская область, находится в часовой зоне МСК+3. Смещение применяемого времени относительно UTC составляет +6:00.

## Население
| 2002 | 2010 |
| ---- | ---- |
| 9    | ↘8   |

Гендерный состав
По данным Всероссийской переписи населения 2010 года в гендерной структуре населения мужчины составляли 50 %, женщины — соответственно также 50 %.
Национальный состав
Согласно результатам переписи 2002 года, в национальной структуре населения русские составляли 89 % из 9 чел.

## Улицы
Уличная сеть деревни состоит из одной улицы (ул. Лесная).